# Laisse tes mains sur mes hanches
Pour plus de détails, voir Fiche technique et Distribution.
Laisse tes mains sur mes hanches est un film français réalisé par Chantal Lauby, sorti en 2003.

## Synopsis
Odile Rousselet est une comédienne de 42 ans qui vit avec Marie, sa fille de 18 ans. Lorsque cette dernière la quitte pour emménager avec son copain, elle se retrouve seule et décide de sortir un peu plus. C'est à la fête foraine qu'elle fait de nouvelles rencontres...

## Fiche technique
Sauf indication contraire, les informations mentionnées dans cette section peuvent être confirmées par les bases de données cinématographiques IMDb et Allociné,  présentes dans la section « Liens externes ».
- Titre : Laisse tes mains sur mes hanches
- Réalisation : Chantal Lauby
- Scénario : Chantal Lauby
- Musique : Frédéric Talgorn
- Photographie : Tetsuo Nagata
- Montage : Marie-Josèphe Yoyotte
- Décors : Aline Bonetto
- Costumes : Madeline Fontaine
- Son : Marc-Antoine Beldent
- Production : Claudie Ossard
- Sociétés de production : Champs-Élysées Production, Victoires Production, Les Films Alain Sarde, France 3 Cinéma
- Société de distribution : ARP Sélection
- Pays d'origine :  France
- Langue originale : français
- Lieux de tournage : à Paris (1er, 3e, 4e, 8e, 9e, 11e, 16e et 17e arrondissements) et aéroport de Paris-Charles-de-Gaulle
- Genre  : comédie romantique
- Durée : 101 minutes
- Date de sortie :	
  - France : 2 avril 2003

## Distribution
- Chantal Lauby : Odile Rousselet
- Jean-Pierre Martins : Kader
- Claude Perron : Nathalie
- Rossy de Palma : Myriam Bardem
- Bernard Menez : le concierge
- Myriam Boyer : la femme du concierge
- Armelle Deutsch : Marie
- David Saracino : Idir, le frère de Kader
- Hélène Duc : Mme Tatin
- Maurice Chevit : Max, joueur de belote jaloux
- Françoise Bertin : Monique, joueuse de belote
- Marie Mergey : Anna, joueuse de belote
- Marcel Cuvelier : Robert, joueur de belote
- Bernard Yerlès : Philippe, l'homme au tournesol
- Chantal Garrigues: Jeanne, la femme de la brasserie
- Françoise Lépine : Hélène, sœur d'Odile
- Alain Chabat : Bernard, le metteur en scène
- Tatiana Gousseff : l'assistante du metteur en scène
- Khalid Maadour : Rachid, l'ami d'Idir et Kader
- Thomas Derichebourg : Miche
- Dominique Besnehard : Gérald, le patron du Warhol
- Jean-Hugues Anglade : Jérôme
- Candide Sanchez : Guitou
- Dominique Farrugia : le dragueur du VIP
- Claudie Ossard : la dame blonde dans une voiture noire
- Daniel Isoppo : le copain du concierge
- Christophe Debonneuil : Guillaume, le copain de Marie
- Ménélik : le garçon des Bains-Douches (crédité Albert Menelik Tjamag)
- Boris Terral : Eric, le fan d'Odile
- Frédérique Bel : la fille en colère, près de la Pulpo
- Stéphane Bern : le sportif indélicat
- Salvatore Adamo : lui-même, au VIP
- Dorothée Jemma: Alice
- Véronique de Villèle : la coach de Mme Tatin
- Marcel Campion : un musicien à l'anniversaire gitan
- Cris Campion : un musicien à l'anniversaire gitan
- Tony Gatlif : un spectateur à l'anniversaire gitan

## Autour du film
Le titre est tiré d'un vers d'une célèbre chanson de Salvatore Adamo, Mes mains sur tes hanches (1965).
- Odile, le prénom du personnage de Chantal Lauby, était aussi celui de son personnage dans La Cité de la peur, le film des Nuls. Par ailleurs, dans la voiture des forains, Idir dit adorer la scène où un homme demande à Odile un whisky et où elle répond « juste un doigt ». Idir parle évidemment de la fameuse scène entre Gérard Darmon et Chantal Lauby dans La Cité de la peur. De plus, le nom Rousselet est également un hommage à André Rousselet, président de la chaine Canal+ au milieu des années 1980 qui contribua fortement à la notoriété du groupe comique Les Nuls.
- Dans le film, on peut entendre la chanson Aéromusical du groupe Superbus dont la chanteuse, Jennifer Ayache, est la fille de Chantal Lauby. On peut aussi voir une affiche de Superbus en concert dans l'appartement de Guillaume.
- L'histoire d'amour avec un homme plus jeune et de condition sociale plus modeste lorsque son enfant quitte le foyer pour s'installer seule présente une certaine similarité avec le film de Douglas Sirk Tout ce que le ciel permet, dans lequel Rock Hudson interprète le jardinier d'une veuve déprimée par les mondanités de la petite ville dans laquelle elle se morfond.
- C'est le premier film de Jean-Pierre Martins, qui en oublie de regarder Chantal Lauby pour fixer la caméra droit dans les yeux.